# Nymphon laterospinum
Nymphon laterospinum är en havsspindelart som beskrevs av Stock, J.H. 1963. Nymphon laterospinum ingår i släktet Nymphon och familjen Nymphonidae. Inga underarter finns listade i Catalogue of Life.